# Регетув

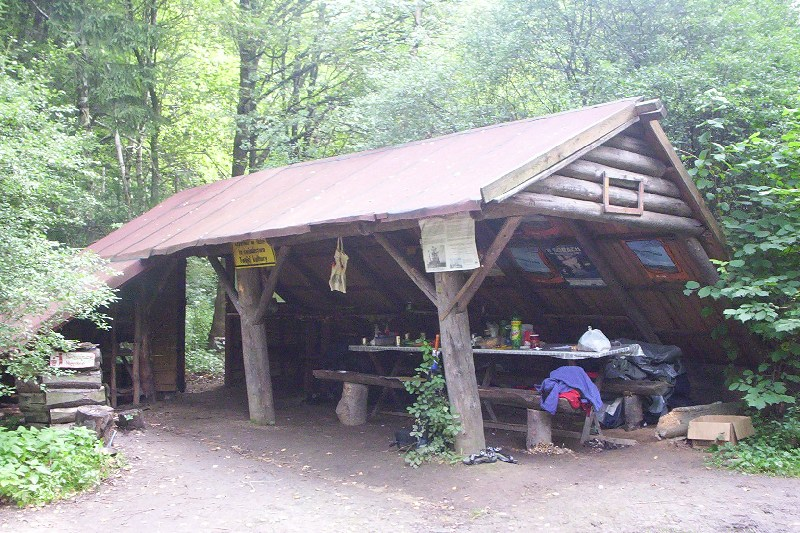
Студенческая туристическая база, Регетув, Польша

Реге́тув (русин. Регетів, пол. Regietów) — село в Польше, находящееся на территории гмины Усце-Горлицке Горлицкого повята Малопольского воеводства.

## География
Село находится на берегу ручья Регетувка в 8 км от Усце-Горлицке, в 20 км от Горлице и в 113 км от Кракова.

## История
Со средних веков в данной местности находились два села, имеющие в своём названии наименование «Регетув»: Регетув-Выжны и Регетув-Нижны, большинство населения которых были лемками.
В 1927 году жители обоих сёл перешли в православие во время Тылявского раскола.
В 1946—1947 годах все жители этих двух сёл были переселены во время операции «Висла» на западные территории Польши. Позднее в Регетуве-Нижнем было основано сельскохозяйственное предприятие и село вновь стало заселяться. Регетув-Выжны пришёл в запустение (в нём сохранилось несколько зданий и православная часовня святого Николая Чудотворца, являющаяся памятником Малопольского воеводства). В настоящее время территория Регетува-Выжнего присоединена к современному Регетуву.
В Регетуве-Нижнем находилась грекокатолическая церковь святого Архангела Михаила, датируемая 1864 годом. В 1955 году эта церковь была разобрана и перевезена в село Жулкевка Люблинского воеводства. В настоящее время это церковь святого Иакова Польско-католической церкви.

## Туризм
На территории села находится студенческая туристическая база «Studenckie Koło Przewodników Beskidzkich w Warszawie». Через село проходят несколько пеших туристических маршрутов.

## Достопримечательности
- Часовня святого Николая Чудотворца — православная часовня. Памятник Малопольского воеводства.
- Церковь святого Архангела Михъаила — православная церковь.
- В окрестностях села находятся два кладбища времён Первой мировой войны:
  - Воинское кладбище № 48 (Регетув-Выжны);
  - Воинское кладбище № 51 (Ротунда) на горе Ротунда.